# Elling Rønes
Elling Rønes (ur. 28 lipca 1882 w Trysil, zm. 12 września 1965 tamże) – norweski biegacz narciarski.
Wygrał biegi na 40 km w 1906 r. oraz 50 km w 1907, 1908 i 1916 r. podczas zawodów Holmenkollen. Rønes został pierwszym biegaczem, który 3 razy wygrał bieg na 50 km w Holmenkollen.
Reprezentował klubu Trysil Turn & IF i Nordre Trysil Idrettslag.
W 1947 r. Rønes otrzymał medal Holmenkollen.